# Mały Rachowiec
Mały Rachowiec (841 m) – szczyt w Beskidzie Żywiecko-Kisuckim w Grupie Wielkiej Raczy. Znajduje się w bocznym grzbiecie, który odgałęzia się w kierunku wschodnim od punktu zwornikowego o nazwie Gomułka, położonego w głównym grzbiecie po południowej stronie Przełęczy Zwardońskiej. Zachodnie stoki grzbietu Rachowca opadają do dolin potoków Roztoka, północne i wschodnie do doliny Czernej, południowe do doliny potoku Płaszczyna.
Ze szczytu można podziwiać: w kierunku północno-zachodnim Przełęcz Zwardońską i przełęcz Przysłop, w kierunku północnym Ochodzitą (894 m) i masyw Baraniej Góry (1220 m), kierunku południowo-zachodnim dolinę Słanicy z panoramą wzniesień Beskidu Granicznego (863 m) i Skalanki (867 m), a pomiędzy nim przełęcz Graniczne (755 m). W kierunku południowo-wschodnim widok na pobliski Rachowiec (954 m) wraz z wyciągiem narciarskim Duży Rachowiec.
Mały Rachowiec należy do Zwardonia w województwie śląskim, w powiecie żywieckim, w gminie Rajcza. W regionalizacji fizycznogeograficznej Polski według Jerzego Kondrackiego Grupa Wielkiej Raczy zaliczana jest do Beskidu Żywieckiego, w nowszej polskiej regionalizacji z 2018 roku do Beskidu Żywiecko-Kisuckiego.
Na Małym Rachowcu znajduje się osiedle o tej samej nazwie.

## Turystyka
Osiedle Mały Rachowiec posiada bogatą ofertę noclegową: głównie w agroturystykach. Na zachodnim zboczu wzgórza znajduje się ośrodek Stacja Narciarska Zwardoń Ski, który zawiera czteroosobową kanapę i taśmę do nauki jazdy dla dzieci.
Przez Mały Rachowiec przebiegają trzy szlaki górskie: czerwony, zielony i żółty.